# Écueil (Marne)
Écueil és un municipi francès, situat al departament del Marne i a la regió del Gran Est. L'any 2007 tenia 319 habitants.

## Demografia

### Població
El 2007 la població de fet d'Écueil era de 319 persones. Hi havia 130 famílies, de les quals 32 eren unipersonals (8 homes vivint sols i 24 dones vivint soles), 39 parelles sense fills, 51 parelles amb fills i 8 famílies monoparentals amb fills.
La població ha evolucionat segons el següent gràfic:
Habitants censats

### Habitatges
El 2007 hi havia 144 habitatges, 130 eren l'habitatge principal de la família, 1 era una segona residència i 13 estaven desocupats. 143 eren cases i 1 era un apartament. Dels 130 habitatges principals, 101 estaven ocupats pels seus propietaris, 24 estaven llogats i ocupats pels llogaters i 6 estaven cedits a títol gratuït; 9 tenien tres cambres, 20 en tenien quatre i 102 en tenien cinc o més. 105 habitatges disposaven pel capbaix d'una plaça de pàrquing. A 61 habitatges hi havia un automòbil i a 58 n'hi havia dos o més.

### Piràmide de població
La piràmide de població per edats i sexe el 2009 era:
| Homes | Edats   | Dones |
| ----- | ------- | ----- |
| 0     | 95 o +  | 0     |
| 0     | 90 a 94 | 0     |
| 4     | 85 a 89 | 4     |
| 4     | 80 a 84 | 16    |
| 8     | 75 a 79 | 8     |
| 0     | 70 a 74 | 4     |
| 8     | 65 a 69 | 4     |
| 4     | 60 a 64 | 12    |
| 4     | 55 a 59 | 4     |
| 16    | 50 a 54 | 4     |
| 20    | 45 a 49 | 20    |
| 16    | 40 a 44 | 12    |
| 12    | 35 a 39 | 16    |
| 8     | 30 a 34 | 12    |
| 4     | 25 a 29 | 4     |
| 12    | 20 a 24 | 12    |
| 20    | 15 a 19 | 20    |
| 20    | 10 a 14 | 12    |
| 4     | 5 a 9   | 8     |
| 4     | 0 a 4   | 4     |

## Economia
El 2007 la població en edat de treballar era de 221 persones, 174 eren actives i 47 eren inactives. De les 174 persones actives 169 estaven ocupades (94 homes i 75 dones) i 5 estaven aturades (2 homes i 3 dones). De les 47 persones inactives 14 estaven jubilades, 25 estaven estudiant i 8 estaven classificades com a «altres inactius».

### Ingressos
El 2009 a Écueil hi havia 138 unitats fiscals que integraven 329 persones, la mediana anual d'ingressos fiscals per persona era de 33.091 €.

### Activitats econòmiques
Dels 14 establiments que hi havia el 2007, 2 eren d'empreses alimentàries, 1 d'una empresa de fabricació d'altres productes industrials, 4 d'empreses de comerç i reparació d'automòbils, 2 d'empreses de transport, 1 d'una empresa financera, 1 d'una empresa immobiliària, 2 d'empreses de serveis i 1 d'una empresa classificada com a «altres activitats de serveis».
L'únic servei als particulars que hi havia el 2009 era un taller de reparació d'automòbils i de material agrícola.
L'únic establiment comercial que hi havia el 2009 era una gran superfície de material de bricolatge.
L'any 2000 a Écueil hi havia 55 explotacions agrícoles que ocupaven un total de 400 hectàrees.

## Equipaments sanitaris i escolars
El 2009 hi havia una escola elemental integrada dins d'un grup escolar amb les comunes properes formant una escola dispersa.

## Poblacions més properes
El següent diagrama mostra les poblacions més properes.